# 드레드노트 건담
드레드노트 건담(영어: Dreadnought Gundam, 일본어: ドレッドノートガンダム)은 만화 《기동전사 건담 SEED X ASTRAY》에 등장하는 모빌 슈트(MS)로 분류되는 가공의 유인 조종식 인간형 로봇 병기이다. 작품 내에서 군사 세력 중 하나인 자프트가 개발한 시제기이다. TV 애니메이션 《기동전사 건담 SEED》 본편에 등장하는 프리덤 건담 등의 자프트제 건담의 원형기로, 고출력의 핵엔진을 탑재한 고성능기라는 설정이다. 《기동전사 건담 SEED》 작품 내에 등장하는 양산기인 게이츠를 기반으로 만들었다.
작품 내에서 해체돼 파기되려 했으나, 우여곡절 끝에 주요 등장인물 중 한 명인 프레아 리베리의 탑승기가 되어, 악역인 카나드 펄스가 조종하는 하이페리온 건담과 대결한다. 형식번호인 YMF-X000A와 함께 YMF-X000A 드레드노트 건담으로 표기된다. "드레드노트"는 영어로 "용감한 사람"을 의미한다. 미디어나 관련 상품에서는 "드레드노트 건담"이라고 호칭되지만, 《기동전사 건담 SEED ASTRAY》 시리즈 작품 내에서는 다른 건담 타입의 모빌 슈트와 마찬가지로 "건담"을 생략하고 "드레드노트"라고 호칭된다.
메카닉 디자인은 오오카와라 쿠니오가 담당하였다.

## 같이 보기
- 건담 시리즈의 병기 목록